# Quercus lineata
Quercus lineata — вид рослин з родини букових (Fagaceae), поширений у Південно-Східній Азії.

## Опис
Дерево до 30 метрів заввишки; стовбур до 60 см у діаметрі. Кора гладка, сіра. Молоді пагони золотисто-коричнево запушені, ± голі, з сочевичками. Листки худі, від ланцетних до еліптичних, 7–20 × 2–6 см; верхівка загострена; основа гостро ослаблена, іноді асиметрична; край цілий, плоский, віддалено округло дрібно зубчастий на верхівковій половині; верх майже безволосий; низ густо-сірувато-коричнево запушений, з простими волосками; ніжка листка злегка повстяна, зверху плоска або віддалено жолобчаста, завдовжки 1–2 см. Цвітіння: квітень — травень. Чоловічі сережки 5–10 см, ± голі. Жіночі суцвітті волохаті, 15–20 мм завдовжки, з 5–6 квітками. Плодоношення: серпень — грудень. Жолуді сидячі, яйцюваті, від майже кулястих до циліндричних, завдовжки 20–30 мм, у діаметрі 10–30 мм; чашечка з 5–10 концентричними, зубчастими кільцями лусочок, укриває 1/3 горіха.

## Середовище проживання
Поширення: Ява, Суматра, західне Борнео, Малайзія; росте на висотах від 1500 до 2000 метрів.